# Georges-Léopold Mita
Georges-Léopold Mitaine dit Georges Mita, né à Paris 14e le 4 février 1872 et mort à Bouafles le 26 août 1904, est un peintre français rattaché au courant postimpressionniste.

## Biographie
Fils d'une couturière parisienne, Nathalie Mitaine, et de père inconnu, Georges Mita, de son nom d'artiste, est un peintre autodidacte assez précoce. En 1890, il compose le portrait de Nadar, que ce dernier conservera jusqu'à sa mort. Mita est avant tout un peintre de paysages sur le motif. Il en expose à partir de 1896 au Salon des artistes français, puis à celui de la Société nationale des beaux-arts à partir de 1902. Il devient ensuite dès 1903 membre du Salon d'Automne. 
Dans l'intervalle, il expose chez Le Barc de Boutteville en juin 1899, puis au Salon des Cent et chez Gustave Danthon à la galerie Haussmann, laquelle exposition présentée par Léon Roger-Milès  se tient en mars 1903, remporte un certain succès critique.
Décédé prématurément un an plus tôt à l'âge de 32 ans des suites d'une intervention chirurgicale, le Salon d'Automne en 1905 lui rend un hommage posthume en exposant dix toiles de lui, soit le portrait de Nadar et neuf paysages, inspirés de Montmartre, où il résidait, de l'Eure (Les Andelys), de la Seine-et-Oise, et de la Nièvre,.

Œuvres de Georges-Léopold Mita
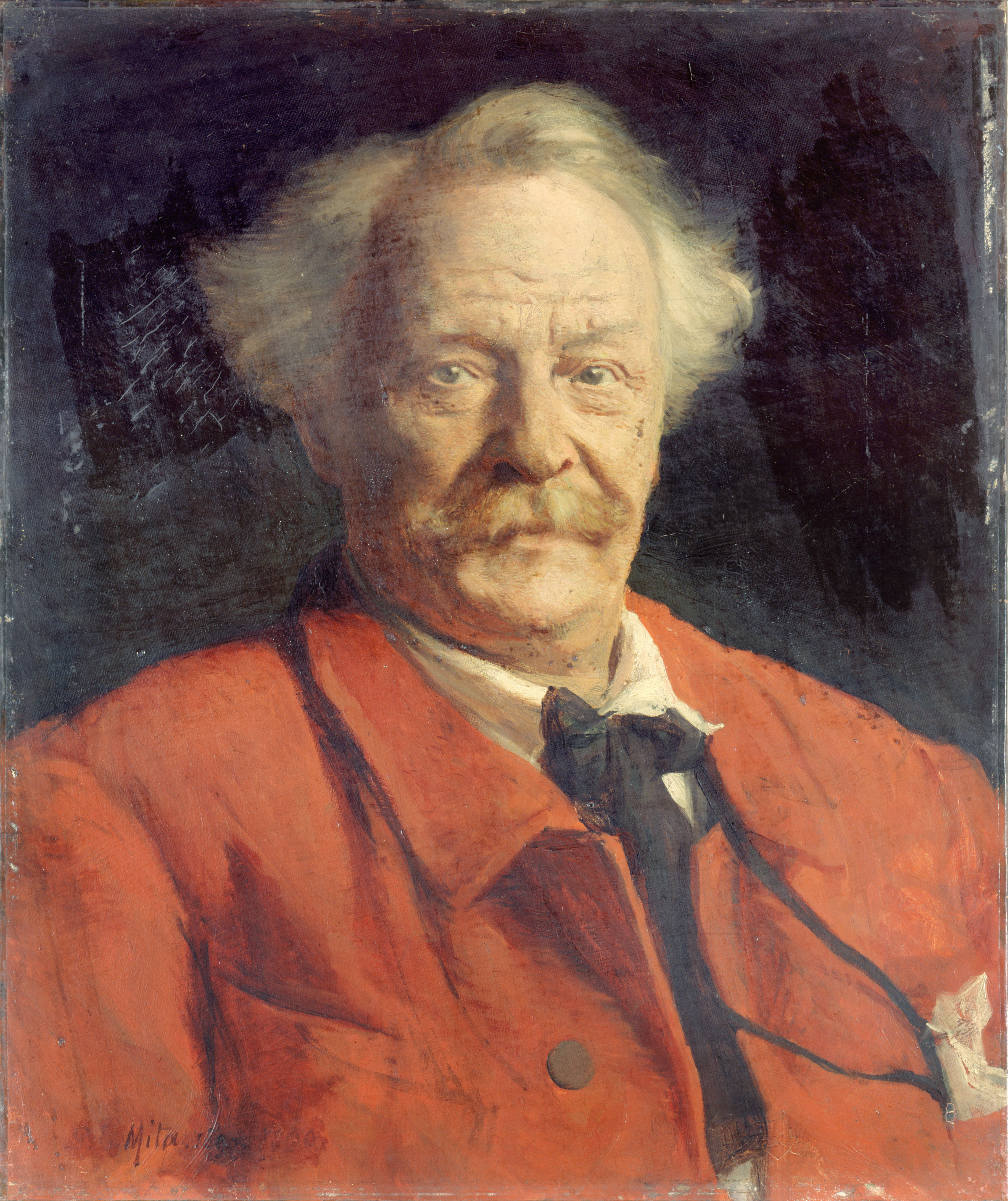
Portrait de Nadar, huile sur toile, 1890, musée Carnavalet.
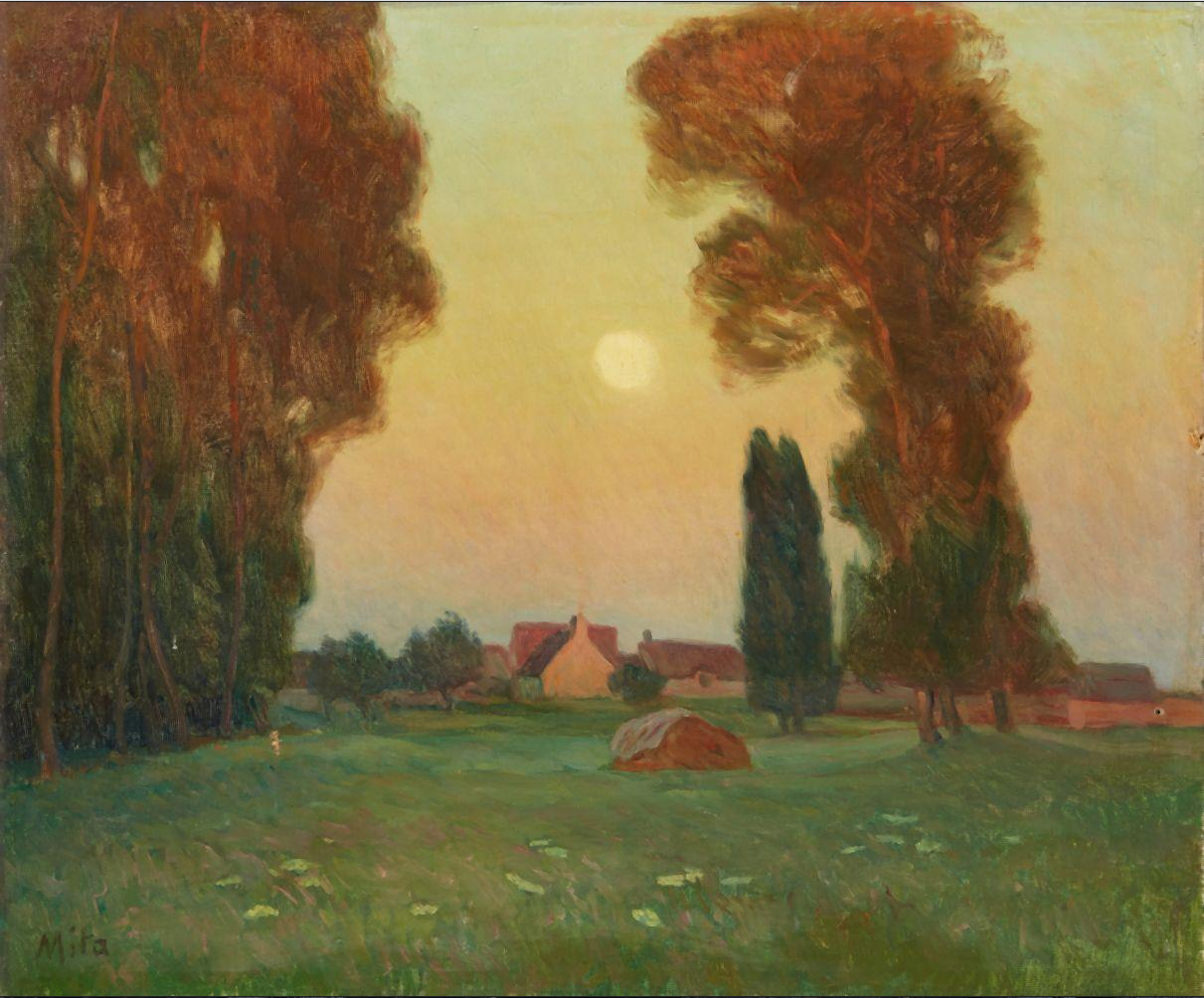
Au bout du jardin, huile sur toile, s.d., non localisée.